# Komunikacja wizualna
Komunikacja wizualna – komunikacja poprzez obraz, przekazanie informacji w formie wizualnej między nadawcą a odbiorcą przy pomocy środków przekazu – tzw. mediów (np. prasy, książki, plakatu, telewizji, internetu, prezentacji multimedialnej i innych). Zasadniczo bazuje ona na takich elementach wyrazu jak: ilustracja, fotografia, typografia, infografika, film czy animacja.
Za pomocą obrazu, popartego tekstem można skuteczniej oddziaływać na odbiorcę komunikatu. Ocena dobrze zaprojektowanego komunikatu wizualnego opiera się nie na estetycznych lub artystycznych upodobaniach, tylko na pomiarze zrozumienia przez odbiorców komunikatu, które obraz miał wyrażać. Ostatnie badania w tym zakresie skupiały się na projektowaniu stron internetowych i były zorientowane na graficzną użyteczność. Graficy używają metod komunikacji wizualnej w codziennej pracy. Poprzez obraz muszą przekazywać wartości, emocje i idee, które stoją za przedmiotem, np. projektując logo.
Wizualna komunikacja jest prawdopodobnie najważniejszą formą komunikacji jeśli chodzi o Internet.
Visual Communication to również tytuł polskiego czasopisma o tematyce komunikacji wizualnej.